# Tirimia
Tirimia (węg. Nagyteremi) – wieś w Rumunii, w okręgu Marusza, w gminie Gheorghe Doja. W 2011 roku liczyła 874 mieszkańców.